# Droga krajowa B7a (Niemcy)
Droga krajowa 7a (niem. Bundesstraße 7a, B 7a) – niemiecka droga krajowa powstała jako droga łącząca zachodnie dzielnice przemysłowe Eisenach, położone przy drodze B7 z autostradą A4 przy Herleshausen.